# Днестр (гостиница, Львов)

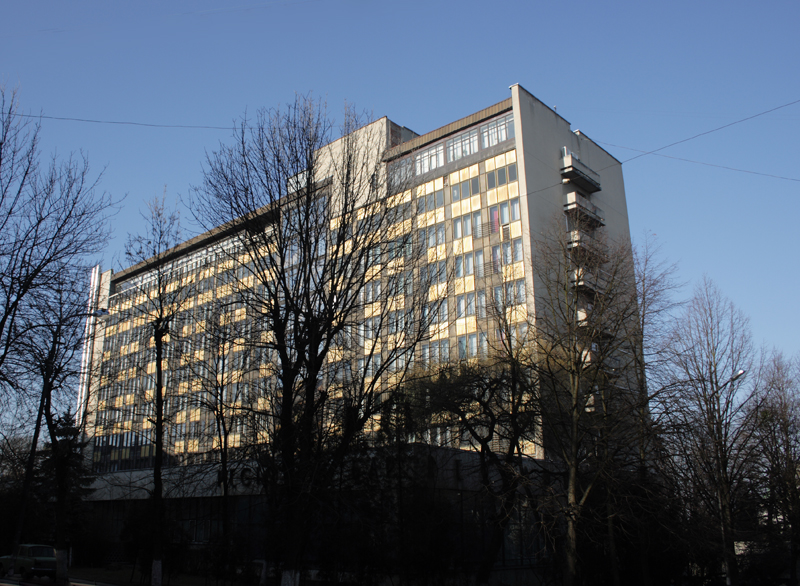
Гостиница «Днестр»

«Днестр» («Днистер», укр. Дністер) — четырёхзвёздочная гостиница во Львове (Украина). Расположена вблизи исторической части города, перед верхней частью парка имени Ивана Франко, по адресу ул. Яна Матейко, 6. Гостиница «Днестр» входит в состав сети Premier Hotels, объединяющей 7 гостиниц Украины.
В гостинице 165 комфортабельных номеров, среди которых 12 люксов и 105 номеров категории «Премьер». Номера оборудованы Wi-Fi Интернет. В «Днестре» есть также ресторан из шести залов на 230 персон, кафе-бар на 50 мест, бизнес-центр, 5 конференцзалов, банк и паркинг.

## История
Отель «Днестр» построен в 1980—1982 годах архитекторами Л. Нивиной и А. Консуловым, которые были авторами ещё одной крупной гостиницы советского времени — гостиницы «Львов» (1965).
Проект гостиницы был разработан в 1970 году. Призматическое десятиэтажное здание своим главным фасадом развёрнуто в сторону парка. На первых двух этажах были запроектированы вестибюли, ресторан, банкетные залы, вспомогательные помещения, которые выявляются на фасаде в виде сплошных застеклённых лент. Технических этаж был решён в виде анодированного алюминием горизонтального фриза. Жилые этажи имеют вид стеклянного витража, расчленённого облицовкой из анодированного алюминия золотистого и тёмно-коричневого оттенков. Завершалось здание крытой террасой с летним кафе на 120 мест и видом на центральную часть Львова.
В мае 1999 года отель «Днестр» стал местом встречи президентов девяти стран—участников саммита глав государств Центральной Европы.